# Avast Antivirus
Avast Antivirus je anti-malware program, který od roku 1988 vyvíjí Avast Software s.r.o. sídlící v Praze. Je dostupný ve 45 jazycích. Od roku 2022 je značka součástí portfolia společnosti Gen Digital.
Verze Avast Free a Premium mobile Security chrání také mobilní telefony nebo tablety s operačním systémem Android. V roce 2023 měl Avast Antivirus přes 435 miliónů aktivních uživatelů z více než 186 zemí, a byl tak jedním z nejrozšířenějších antivirových programů na světě. Současná[kdy?] verze Avast Free Antivirus je antivir a anti-malware zdarma. Existuje také placená verze Avast Premium Security a Avast Ultimate a pro firmy určená verze Avast Business.

## Prodej dat o uživatelích
V lednu 2020 vyšetřování serverů Motherboard a PCmag zveřejnilo, jak Avast prodával prostřednictvím dceřiné společnosti Jumpshot podrobná data o chování uživatelů svého bezplatného antiviru Avast Free; mezi zákazníky figurovaly mj. korporace Google, Microsoft či PepsiCo. Akcie společnosti reagovaly prudkým propadem na burze, při kterém se hodnota společnosti propadla o čtvrtinu. Následně vedení firmy oznámilo, že divizi Jumpshot uzavře.
V dubnu 2024 vyměřil český Úřad pro ochranu osobních údajů Avastu za toto neoprávněné zpracování údajů rekordní pokutu 351 milionů korun.

## Ocenění
- SC Awards 2006 Finalist – Secure Computing Awards je ocenění na poli bezpečnostních informačních technologií[9]
- Avast obdržel Review Centre Award 2006 za Nejlepší antivirové řešení. Ocenění se uděluje na základě recenzí uživatelů na stránce Review Centre[10]
- anticena Firemní slídil za prodej údajů o klientech v rámci Cen Velkého bratra za rok 2019.[11]
- Avast Free Antivirus obdržel Top-Rated Award na AV-Comparatives 2022.[12]